# Peter Schulz
Peter Schulz, född 25 april 1930 i Rostock, död 17 maj 2013 i Hamburg, var en tysk politiker (SPD). Han var Hamburgs förste borgmästare från 1971 till 1974.